# Borstenegel
Die Borstenegel sind eine Ordnung (Acanthobdellida) und gleichzeitig eine Familie (Acanthobdellidae) der Egel (Hirudinea), die als Parasiten an Fischen leben. Es gibt zwei bekannte rezente Arten, die auf der Nordhalbkugel in kalten Binnengewässern vorkommen.

## Merkmale
Die Borstenegel haben 29 Segmente. Sie besitzen als einzige Vertreter der Egel Borsten (Chaetae), und zwar vom zweiten bis zum sechsten Segment, die insbesondere der Verankerung am Wirt oder Substrat dienen. Die Borstenegel haben nur einen hinteren, von vier Segmenten gebildeten Saugnapf, mit dem sie sich an den Wirt heften, während am Mund ein Saugnapf fehlt. Der Oesophagus ist bei den Borstenegeln kaum vom übrigen Darm abgesetzt, der auch keine Blindsäcke besitzt.
Das Coelom der Borstenegel weist wie bei den Wenigborstern und Vielborstern zwischen den Segmenten Scheidewände auf. Es gibt ein voll ausgebildetes primäres geschlossenes Blutgefäßsystem, durch das Blut mit im Plasma gelöstem Hämoglobin fließt. Die Nephridien haben keine Kapseln mit Amoebocyten.

## Vorkommen, Lebensraum und Artbeispiele
Die Borstenegel sind in Binnengewässern Skandinaviens, Sibiriens und Alaskas als Parasiten an Süßwasserfischen verbreitet. Während Acanthobdella peledina ein Verbreitungsgebiet von Skandinavien bis Alaska hat, kommt Acanthobdella livanowi nur auf Kamtschatka und der Tschuktschen-Halbinsel vor.

## Systematik
Peter Ax nennt als Autapomorphie der monophyletischen Gruppe Acanthobdellida das Fehlen des Prostomiums und Peristomiums, die Funktion der Chaetae zur Verankerung am Wirt und das Fehlen von Nephridientrichtern.
Die Borstenegel bilden innerhalb der Unterklasse der Egel die Schwestergruppe der Borstenlosen Egel Euhirudinea. Sie umfassen folgende zwei Arten:
- Acanthobdella peledina
- Acanthobdella livanowi (oder Paracanthobdella livanowi)